# Oethecoctonus insularis
Oethecoctonus insularis är en stekelart som först beskrevs av William Harris Ashmead 1894.  Oethecoctonus insularis ingår i släktet Oethecoctonus och familjen Scelionidae. Inga underarter finns listade i Catalogue of Life.